# Norde
Die Norde ist ein 6,2 km langer, linker bzw. nordwestlicher Zufluss der Gilsa im südlichen Teil des nordhessischen Kellerwaldes, Deutschland.

## Name
Der Fluss erscheint 1535 als Northe erstmals urkundlich. Vermutlich ist die Ausgangsform des Namens althochdeutsch *Nordaha mit der Bedeutung „Nord-Fließgewässer“.

## Verlauf
Die Norde entspringt an der Ostflanke des 657 m ü. NN hohen Hohen Lohr. Die Quelle befindet sich gut 500 m südlich von Battenhausen, einem Ortsteil von Haina im Landkreis Waldeck-Frankenberg. In vorwiegend südöstlicher Richtung durchfließt der Bach die Orte Dodenhausen (ebenfalls zu Haina) und Schönstein (Ortsteil von Gilserberg im Schwalm-Eder-Kreis). Dabei trennt sein Tal den Hohen Keller mit dem 675 m ü. NN hohen Wüstegarten im Nordosten vom 585 m ü. NN hohen Jeust im Südwesten. Etwa 1 km südwestlich von Schönstein am Fuß des Höhenzugs Hemberg mündet die Norde dann in die Gilsa.